# 川口勝
川口 勝（かわぐち まさる、1960年11月2日 - ）は、日本の実業家。株式会社バンダイナムコホールディングス代表取締役社長、株式会社バンダイ取締役会長、一般社団法人日本玩具協会副会長。

## 来歴
神奈川県小田原市出身。神奈川県立西湘高等学校を経て、1983年3月、駒澤大学経済学部経済学科卒業。同年4月、バンダイに入社。福岡営業所所長、バンダイ・デジタル・エンタテインメントへの出向、ベンダー事業部ゼネラルマネージャー、 トイ事業統括部ゼネラルマネージャー等を経て、2006年に取締役。2015年に代表取締役社長に就任。2018年にBANDAI SPIRITSを設立、代表取締役社長。
2020年、バンダイナムコホールディングス取締役副社長。2021年、同 代表取締役社長、バンダイ取締役会長に就任。

## 略歴
- 1983年4月、バンダイ入社 ホビー事業部配属[1][3]。
- 1994年4月、バンダイ 福岡営業所所長[4]。
- 1996年1月、バンダイ・デジタル・エンタテインメント出向。
- 2002年4月、バンダイ執行役員 ベンダー事業部ゼネラルマネージャー[5]。
- 2005年4月、バンダイ執行役員 トイ事業統括部ゼネラルマネージャー[6]。
- 2006年4月、バンダイ取締役 流通政策担当兼トイ事業統括部、ボーイズトイ事業部、ガールズトイ事業部、プレイトイ事業部、ホビー事業部管掌[7]。
- 2006年6月、バンダイ取締役 流通政策担当兼トイ事業統括部、生産・技術支援部、ボーイズトイ事業部、ガールズトイ事業部、プレイトイ事業部、ホビー事業部、ベンダー事業部、カード事業部、キャンディ事業部、プロダクト保証部管掌[8]。
- 2007年4月、バンダイ取締役 トイ事業政策担当兼トイ事業統括部、開発設計部、ボーイズトイ事業部、ガールズトイ事業部、プレイトイ事業部、ホビー事業部、キャンディ事業部、プロダクト保証部管掌[9]。
- 2008年4月、バンダイ取締役 トイ事業政策担当兼トイ事業統括部、開発生産統括部、ボーイズトイ事業部、ガールズトイ事業部、プレイトイ事業部、ホビー事業部、キャンディ事業部、プロダクト保証部管掌兼コレクターズ事業部ゼネラルマネージャー[10]。
- 2009年4月、バンダイ取締役 ホビー事業政策、品質保証政策担当兼ホビー事業部、キャンディ事業部、プロダクト保証部管掌兼コレクターズ事業部ゼネラルマネージャー[11]。
- 2010年4月、バンダイ常務取締役 ホビー事業政策、品質保証政策担当兼コレクターズ事業部、ホビー事業部、ライフ事業部、プロダクト保証部、ネット戦略室、戦略プロジェクト管掌[12]。
- 2011年4月、バンダイ常務取締役 ホビー事業政策、品質保証政策担当兼コレクターズ事業部、ホビー事業部、ライフ事業部、プロダクト保証部、ネット戦略室管掌[13]。
- 2012年4月、バンダイ常務取締役 アジア事業政策、品質保証政策担当[14]。
- 2013年4月、バンダイ常務取締役 アジア事業政策、トイ流通政策、品質保証政策担当[15]。
- 2015年4月、バンダイ専務取締役 トイ流通政策、品質保証政策担当[16]。
- 2015年8月、バンダイ代表取締役社長[17][18]。
- 2015年8月、バンダイナムコホールディングス執行役員 トイホビー戦略ビジネスユニット担当[3]。
- 2016年6月、バンダイナムコHD 取締役 トイホビー戦略ビジネスユニット担当[19]。
- 2018年2月、BANDAI SPIRITS設立 代表取締役社長[20]。
- 2018年4月、バンダイナムコHD取締役 トイホビーユニット担当[21]。
- 2019年4月、バンダイナムコエンターテインメント非常勤取締役[22]。
- 2019年4月、BANDAI SPIRITS非常勤取締役[22]。
- 2020年4月、バンダイナムコHD取締役副社長 トイホビーユニット担当[23]。
- 2021年4月、バンダイナムコHD代表取締役社長[24]。
- 2021年4月、バンダイ取締役会長[25]。